# Высоке (Замойский повет)
Высоке (пол. Wysokie) — деревня в Замойском повете Люблинского воеводства Польши. Входит в состав гмины Замость. Находится примерно в 6 км к северо-западу от центра города Замосць. По данным переписи 2011 года, в деревне проживало 726 человек.
В 1975—1998 годах деревня входила в состав Замойского воеводства.

## Население
Демографическая структура по состоянию на 31 марта 2011 года:
|         | Всего | До трудоспособного возраста | Трудоспособного возраста | Старше трудоспособного возраста |
| ------- | ----- | --------------------------- | ------------------------ | ------------------------------- |
| Мужчины | 360   | 59                          | 259                      | 42                              |
| Женщины | 366   | 65                          | 219                      | 82                              |
| Всего   | 726   | 124                         | 478                      | 124                             |